# Paula Gonu
Paula González Núñez, més coneguda com a Paula Gonu (Badalona, 31 de març del 1993), és una influenciadora catalana, anomenada a vegades it girl, que actua des de les xarxa social Instagram i des de Youtube.
Graduada en Publicitat per la Universitat Pompeu Fabra de Barcelona. Abans de ser influenciadora residia a Cornellà de Llobregat i treballà com a dependenta, relacions públiques i hostessa d'esdeveniments. El 2016, durant un viatge a Formentera va fer públic el seu compte de la xarxa social Instagram, on ha compartit fotografies i vídeos, durant un temps amb la presència de la seva llavors parella, Alex Chiner. La seva popularitat va augmentar molt l'octubre de 2016, quan va passar de tenir 200.000 a un milió de seguidors. Alhora va obtenir 500.000 seguidors a Youtube. Gràcies a la fama, ha rebut patrocinis comercials de marques com Garnier i Rimmel London. Posteriorment va fixar la seva residència a Barcelona.
S'ha fet coneguda especialment per haver parlat de la seva vida personal o familiar a les seves publicacions a les xarxes socials, per exemple sobre els problemes de salut del seu germà, o més recentment la ruptura de la relació sentimental amb Alex Chiner, raó per la qual va deixar de publicar durant uns dies a les xarxes socials. Per aquesta raó, la premsa n'ha ressaltat la seva sinceritat, fins al punt que va informar via xarxes socials dels diners que guanyava de Youtube, a diferència d'altres influenciadors o youtubers.

## Obra
- De (casi) todo se aprende (Ediciones Martínez Roca, 2018)[4]